# Locomotiva prussiana G 8.1
La locomotiva prussiana G 81 era una locomotiva a vapore con tender, per servizio merci, di rodiggio 0-4-0, a 2 cilindri esterni e a semplice espansione delle ferrovie della Prussia, KPEV (Koniglich Preussische Eisenbahnverwaltung).

## Storia
Le locomotive vennero progettate dall'ingegnere Robert Garbe e costruite da molte industrie dell'epoca per conto delle ferrovie prussiane (che le denominarono G 81) per il traino di treni merci. Le consegne delle G 8¹ iniziate nel 1913 proseguirono fino al 1921. Dato l'ottimo risultato ottenuto nell'esercizio, non disgiunto dalla semplicità costruttiva, fattore non trascurabile ai fini dell'economicità e della manutenzione di una locomotiva a vapore, ne vennero costruite oltre 5000 unità divenendo il gruppo di locomotive più numeroso del parco.
In totale furono 4.958 le locomotive fornite alle ferrovie statali prussiane. Le ferrovie Imperiali di Alsazia-Lorena ne acquisirono 137, 10 unità furono acquisite dal Granducato di Meclemburgo per la Friedrich-Franz Bahn, 50 per usi militari del primo conflitto mondiale e una decina per le miniere di Duisburgo. Infine 185 locomotive furono vendute alle ferrovie della Polonia, della Romania e della Svezia; quest'ultima tra 1916 e 1918 ne acquisì 20 unità immatricolate come G.1408–1427.
In seguito alla sconfitta della Germania nella Prima Guerra Mondiale molte delle locomotive prussiane G 8¹ vennero cedute ad altre ferrovie estere in riparazione dei danni di guerra. Tra queste vi furono le 45 locomotive giunte in Italia e immatricolate dalle Ferrovie dello Stato come "gruppo 460".
Nel 1925 la Deutsche Reichsbahn rilevò 3.121 locomotive ex-Prussiane incorporandole nella classe 55.25–56 con i progressivi 2501–5622 (meno la 55 3367).
Alla fine della Seconda Guerra Mondiale rimanevano poco più di 1.000 macchine. 
Nel 1968 la Deutsche Reichsbahn, le ferrovie della Germania Est, avevano in carico 150 locomotive, mentre la Deutsche Bundesbahn aveva circa 50 di queste locomotive. L'ultima locomotiva DB, la 055 538-3, venne accantonata nel dicembre del 1972.

## Caratteristiche tecniche
La locomotiva era costituita da un carro su cui erano disposte le quattro ruote motrici accoppiate (rodiggio "D", ovvero 0-4-0); per migliorare l'inscrizione in curve fino a 100 m di raggio i due assi interni avevano un bordino di sezione ridotta e l'asse posteriore poteva spostarsi di 3 mm lateralmente. Sul carro poggiava la caldaia per la produzione di vapore con pressione di esercizio a 14 bar. Questa era derivata da quella della locomotiva P 8 ed era dotata di preriscaldatore. Il vapore era poi surriscaldato (surriscaldatore tipo Schmidt) e inviato a 2 cilindri esterni a semplice espansione; questi per mezzo di una biella motrice applicavano la coppia motrice sul terzo asse che, tramite la biella di accoppiamento azionava a sua volta tutti gli altri assi. La distribuzione era a cassetto cilindrico con meccanismo di azionamento tipo Walschaerts.
Il sistema di frenatura era ad aria compressa.
Le locomotive vennero equipaggiate con tender di tipo prussiano delle classi "3 T 16.5" (a tre assi) o "2'2' T 16" (a carrelli).